# Rhotala delineata
Rhotala delineata är en insektsart som beskrevs av Walker 1857. Rhotala delineata ingår i släktet Rhotala och familjen vedstritar. Inga underarter finns listade i Catalogue of Life.